# فرودگاه سورد
فرودگاه سورد (به انگلیسی: Seward Airport) یک فرودگاه همگانی بهره‌برداری هوایی با کد یاتا SWD است که یک باند فرود آسفالت دارد و طول باند آن ۱۲۹۲ متر است. این فرودگاه در کشور ایالات متحده آمریکا قرار دارد و در ارتفاع ۷ متری از سطح دریا واقع شده است.